# 700 (numero)
Settecento (700) è il numero naturale dopo il 699 e prima del 701.

## Proprietà matematiche
- È un numero pari.
- È un numero composto con 18 divisori: 1, 2, 4, 5, 7, 10, 14, 20, 25, 28, 35, 50, 70, 100, 140, 175, 350, 700. Poiché la somma dei suoi divisori (escluso il numero stesso) è 1036 > 700 è un numero abbondante.
- È un numero semiperfetto in quanto pari alla somma di alcuni (o tutti) i suoi divisori.
- È un numero palindromo nel sistema di numerazione posizionale a base 12 (4A4) nel sistema di numerazione posizionale a base 27 (PP) e in quello a base 34 (KK). In queste due ultime basi è altresì un numero a cifra ripetuta.
- È parte delle terne pitagoriche (196, 672, 700), (240, 700, 740), (255, 700, 745), (420, 560, 700), (429, 700, 821), (525, 700, 875), (700, 1125, 1325), (700, 1152, 1348), (700, 1680, 1820), (700, 2400, 2500), (700, 2451, 2549), (700, 3465, 3535), (700, 4347, 4403), (700, 4875, 4925), (700, 6105, 6145), (700, 8736, 8764), (700, 12240, 12260), (700, 17493, 17507), (700, 24495, 24505), (700, 30621, 30629), (700, 61248, 61252), (700, 122499, 122501).
- È un numero 35-gonale e 118-gonale.
- È un numero pratico.
- È un numero felice.
- È un numero congruente.
- È un numero malvagio.
- Divisori propri: I divisori di 700 sono 1, 2, 4, 5, 7, 10, 14, 20, 25, 35, 50, 70 e 100.

## Astronomia
- 700 Auravictrix è un asteroide della fascia principale del sistema solare.
- NGC 700 è una galassia lenticolare della costellazione di Andromeda.
- TOI-700 è una stella nana rossa che si trova nella costellazione del Dorado.

## Astronautica
- Cosmos 700 è un satellite artificiale russo.

## Tecnologia
- Il Nokia 700 è un modello di smartphone.
- 700 è un modello di automobile BMW, con sede a Monaco di Baviera, costruito dalla casa tedesca tra il 1959 ed il 1965.